# Piercia bipartaria
Piercia bipartaria là một loài bướm đêm trong họ Geometridae.